# EY Большой Медведицы
EY Большой Медведицы (лат. EY Ursae Majoris) — одиночная переменная звезда в созвездии Большой Медведицы на расстоянии (вычисленном из значения параллакса) приблизительно 26756 световых лет (около 8203 парсеков) от Солнца. Видимая звёздная величина звезды — от +14,4m до +13,2m.

## Характеристики
EY Большой Медведицы — пульсирующая переменная звезда типа RR Лиры (RRAB).